# Zuhair Bakhit
Zuhair Saeed Bakheet-Bilal (13 de julho de 1967) é um ex-futebolista emiratense, que atuava como atacante.

## Carreira
Zuhair Bakhit integrou a histórica Seleção Emiratense de Futebol da Copa do Mundo de 1990. 